# Davidoff-Morini (Stradivarius)
Le Stradivarius Davidoff-Morini est un violon fabriqué en 1727 par le luthier de Crémone Antonio Stradivari. Son nom fait référence à deux de ses propriétaires, le général et conseiller politique russe Davidoff et la violoniste austro-américaine Erika Morini. L'instrument a été volé lors de l'hospitalisation d'Erika Morini en octobre 1995, peu de temps avant sa mort. La trace du Stradivarius n'a pas été retrouvée depuis.

## Description

### Authenticité
Le violon Davidoff-Morini a été fabriqué par le luthier crémonais Antonio Stradivari en 1727.
L'étiquette du Stradivarius Davidoff-Morini mentionne une année de fabrication en 1724. Toutefois, les spécialistes s'accordent à considérer l'instrument comme plus tardif, vraisemblablement en 1727.
L'instrument est appelé « Davidoff » et « Morini » en référence à ses deux propriétaires : Vladimir Alexandrovitch Davidoff et Erika Morini.

### Caractéristiques
Le fond du Davidoff-Morini est constitué de deux pièces.

### Qualité sonore
Le luthier Brian Skarstad indique après une expertise en février 1995 que l'instrument présente des qualités sonores supérieures, y compris parmi les instruments de cette gamme. Le violoniste Richard Errante, l'un des derniers à avoir joué sur l'instrument confirme cette évaluation.

## Histoire
Le Stradivarius Davidoff-Morini appartenait au général et conseiller politique russe Vladimir Alexandrovitch Davidoff. La localisation précise de l'instrument n'est pas clairement définie pendant près de 40 ans avant qu'il n'apparaisse lors d'une transaction chez les luthiers et experts parisiens Maucotel & Deschamps en 1924.
En 1923, le père d'Erika Morini se rend à Paris et négocie l'achat du Stradivarius chez Maucotel & Deschamps. La transaction est réalisée en 1924,. L'instrument est donné à Erika Morini qui en joue toute sa vie.
Sur la fin de sa vie, Erika Morini envisage de vendre le Davidoff-Morini. Plusieurs acheteurs potentiels se rendent chez la violoniste pour voir et essayer l'instrument. Une transaction organisée par Jacques Français échoue de peu. Selon l'un de ses élèves, Erika Morini ne parvenait pas à se séparer du Stradivarius,.
Malade et en fin de vie, Erika Morini est hospitalisée à la fin de l'année 1995. Pendant son absence, le Stradivarius Davidoff-Morini ainsi que d'autres effets personnels sont dérobés à son appartement. Le vol est déclaré à la police le 18 octobre 1995,,,,.
Malgré les enquêtes (notamment du FBI) et une promesse de récompense en cas de restitution, le Davidoff-Morini n'a pas été retrouvé,,,.

## Propriétaires
Les propriétaires et musiciens attestés sont les suivants :
| Propriétaire                     | Depuis          | Jusqu'en        |
| -------------------------------- | --------------- | --------------- |
| Vladimir Alexandrovitch Davidoff |                 |                 |
| Erika Morini                     | 1924            | 18 octobre 1995 |
| Perdu (volé)                     | 18 octobre 1995 |                 |